# Не дај ми никада да одем
Не дај ми никада да одем је дистопијски роман британског књижевника Казуа Ишигура који је изашао 2005. године из штампе. Преведен је на српски језик 2009. године. 
Ушао је у ужи избор за Букерову награду 2005. (награда коју је Ишигуро претходно освојио 1989. за роман Остаци дана), за награду Артур Ч. Кларк 2006. и за Националну награду круга критичара књиге 2005. године. Часопис Тајм прогласио га је најбољим романом 2005. године и уврстио га у своје „100 најбољих романа на енглеском језику објављених од 1923. године—почетка времена“. Такође је добио АЛА Алек награду 2006. Филмска адаптација коју је режирао Марк Романек објављена је 2010. године; јапанска телевизијска драма емитована је 2016. године.

## Позадина романа
Не дај ми никада да одем је Ишигуров шести роман. Радња овог романа се одвија у алтернативној стварности Енглеске током 1990-их. За то време, клонирање људи је било одобрено и извршено. Ишигуро је почео да пише роман током 1990. године, првобитно назван „Студентски роман“.

## Радња романа
Прича почиње са Кети Х., која себе описује као неговатељицу, говорећи о бризи о донаторима органа. Она је неговатељица скоро дванаест година у време приповедања и често се присећа времена проведеног у Хејлшаму, интернату у Енглеској, где су наставници познати као чувари. Деца се пажљиво прате и често им се говори о важности стварања уметности и здравља (пушење се сматра табуом, скоро на нивоу злочина, а рад у повртњаку је обавезан). Уметност ученика се затим приказује на изложби, а најбољу уметност бира жена позната студентима као Мадам, која своје радове чува у галерији. Кети развија блиско пријатељство са још двоје ученика, Рут и Томијем. Кети развија наклоност према Томију, брине о њему када га малтретирају и води приватне разговоре с њим. Међутим, уместо тога Томи и Рут успостављају везу.
У изолованом инциденту, госпођица Луси, једна од старатељица, говори деци да су они клонови који су створени да донирају органе другима (слично браћи и сестрама спасиоцима), а након њихове донације они ће умрети млади. Она имплицира да ако они желе да живе пристојно, онда морају знати истину: њихови животи су већ унапред одређени. Госпођица Луси је уклоњена из школе као резултат  откривања истине, али ученици пасивно прихватају своју судбину.
Рут, Томи и Кети се селе у Викендице када имају 16 година. Ово је први пут да им је дозвољено да уђу у спољашњи свет, али се већину времена држе за себе. Рут и Томи су још увек заједно, а Кети има неке сексуалне односе са другим мушкарцима. Двоје старијих укућана, који нису били у Хејлшаму, кажу Рут да су видели „могуће“ за Рут, старију жену која личи на Рут и стога би могла бити жена од које је клонирана. Као резултат тога, њих петоро иду на пут да је виде, али двоје старијих ученика прво желе да разговарају о гласинама које су чули: да пар може да одложи донације ако могу да докажу да су заиста заљубљени. Затим проналазе жену, али сличност са Рут је само површна, због чега се Рут љутито пита да ли су сви клонирани из „људског смећа“.
Током путовања, Кети и Томи се одвајају од осталих и траже копију музичке касете коју је Кети изгубила када је била у Хејлшаму. Томијево сећање на траку и жеља да је пронађе за њу јасно показују дубину његових осећања према Кети. Проналазе траку – Песме после мрака од измишљене певачице Џуди Бриџвотер – и онда Томи дели са Кети теорију да је разлог зашто је госпођа прикупила њихову уметност да утврди који су парови заиста заљубљени, цитирајући учитеља који је рекао да је њихова уметност открили своје душе. Након путовања, Кети и Томи не говоре Рут о пронађеној траци, нити о Томијевој теорији о одлагању.
Када Рут сазна за снимку и Томијеву теорију, она користи прилику да забије клин између Томија и Кети. Убрзо након тога, она каже Кети да, чак и ако би се Рут и Томи разишли, Томи никада не би ступио у везу са Кети због њене сексуалне историје. Неколико недеља касније, Кети се пријављује да постане неговатељица, што значи да неће видети Рут или Томија око десет година.
Након тога, Рутина прва донација иде лоше и њено здравље се погоршава. Кети постаје Рутина неговатељица и обе су свесне да ће Рутина следећа донација вероватно бити њена последња. Рут предлаже да она и Кети крену на пут и поведу Томија са собом. Током путовања, Рут изражава жаљење што је Кети и Томија раздвојила. Покушавајући да се искупи, Рут им предаје Мадамину адресу, позивајући их да траже одлагање. Убрзо након тога, Рут даје своју другу донацију и завршава, имплицирани еуфемизам за умирање и донирање њихових преосталих органа.
Кети постаје Томијева неговатељица и они успостављају везу. Охрабрени Рутиним последњим жељама, одлазе у Мадамину кућу да виде да ли могу да одложе Томијеву четврту донацију, узимајући Томијево уметничко дело са собом да поткрепе своју тврдњу да су заиста заљубљени. Затекну Мадам у њеној кући, а такође упознају госпођицу Емили, њихову бившу директорку, која живи са њом. Две жене откривају да су старатељи покушали да клоновима пруже хумано образовање, за разлику од других институција. Галерија је била место које је требало да пренесе спољном свету да су клонови у ствари нормална људска бића са душом и да заслужују бољи третман. Открива се да је експеримент пропао и да је то разлог зашто је интернат затворен. Када Кети и Томи питају о одлагању, сазнају да таква одлагања никада нису постојала.
Томи зна да ће његова следећа донација окончати његов живот и суочава се са Кети у вези са њеним радом неговатељице. Кети даје оставку на место Томијевог неговатеља, али га ипак посећује. Роман се завршава након Томијевог "завршетка", где Кети долази до Норфолка и накратко машта о свему чега се сећа и свему што је изгубила.

## Назив романа
Роман произилази из песме коју је Кети слушала током свог живота. Кети је пронашла песму „Не дај ми никада да одем“ на траци Џуди Бриџвотер коју је купила на једном од пијаца. Када би се Кети осећала усамљено, пуштала би песму на понављању. Кети је често певала и плесала уз рефрен: "Душо, никад ме не пуштај." Једном приликом, док плеше и пева, примећује да је госпођа посматра и плаче. Мадам објашњава сусрет када се сретну на крају књиге. Док Кети открива читаоцу да је једноставно размишљала о томе да држи дете, Мадам повезује плес и песму са оним што раде деци. Обузета је кривицом и тугом и зато почиње да плаче када види Кети.
Наслов романа такође одражава централну борбу Кетиног лика. Она се бори између онога чега би требало да се држи у животу и онога чега би требало да пусти. Другим речима, Кети „никада не пушта“ своја сећања.
У другом делу књиге, Кети се позива на три главна лика „који завршавају“ након што су напустили викендице.

## Ликови

### Главни ликови
- Кети – Кети је протагониста и наратор романа. Она је тридесетједногодишњи клон који је одгајан да буде донор органа. Током свог детињства, Кети је слободоумна, љубазна, пуна љубави и залаже се за оно што је исправно. На крају романа, Кети је млада жена која не показује много емоција када се осврне на своју прошлост. Као одрасла особа, она мање критикује људе и прихвата животе својих пријатеља.

- Томи – мушки донатор и Кетин пријатељ из детињства. У интернату је представљен као некреативан и изолован дечак. Он је лоше нарави и предмет је многих смицалица од стране друге деце због његове кратке ћуди. У почетку реагује тако што има бесне нарав, све док му госпођица Луси, старатељ из Хејлшема, не каже нешто што му, краткорочно, позитивно мења живот: у реду је ако није креативан. Осећа велико олакшање. Годинама касније, госпођица Луси му каже да није требало да каже оно што је урадила, а Томи пролази кроз још једну трансформацију. Поново узнемирен недостатком уметничких вештина, постаје тих и тужан тинејџер. Како сазрева, Томи постаје младић који је генерално миран и промишљен.

- Рут - Кетина другарица из детињства, Рут је донаторка из Хејлшама, коју је Кети описала као шефицу. На почетку романа, она је екстровертна са чврстим мишљењима и чини се да је центар друштвене активности у својој кохорти; међутим, она није тако самоуверена као што је наратор у почетку схватио. Имала је наду у своју будућност, али њене наде су сломљене када схвати да је рођена да буде донатор и да нема другу будућност. У викендицама, Рут пролази кроз трансформацију како би постала свеснија, промишљенија особа која дубоко размишља о стварима. Стално покушава да се уклопи и буде зрела, одбацујући ствари из своје прошлости ако сматра да ће те ствари негативно утицати на њен имиџ. Она је бацила целу своју колекцију уметничких дела колега студената, некада њену драгоцену имовину, јер је осетила да старија деца на то гледају презриво. Она постаје одрасла особа која је дубоко несрећна и жаљена. Рут на крају одустаје од свих својих нада и снова и покушава да помогне Кети и Томију да имају бољи живот.

### Споредни ликови
- Мадам (Мари - Клод) - Жена која посећује Хејлшам да узима уметничка дела деце. Студенти у Хејлшаму су је описали као мистерију. Делује професионално и строго, а млада Кети је описује као далеку. Када деца одлуче да се шале са њом и да се роје око ње да виде шта ће учинити, шокирани су када открију да им се она гади. У другачијим околностима, она у тишини гледа Кети како плеше уз песму под називом „Не дај ми никада да одем“ и плаче од тог призора. Њих двоје о томе говоре тек годинама касније; док је Кети тумачила значење песме као жена која не може да има бебу, мадам је плакала при помисли да клоновима није дозвољено да живе дуге, срећне и здраве животе као што то живе људи.

- Госпођица Емили – директорка Хејлшама. Може бити веома оштра, према Кети. Деца су мислила да она има додатни осећај који јој омогућава да зна где је дете ако се крију.

- Госпођица Луси – учитељица у Хејлшаму са којом се деца осећају пријатно. Она је један од млађих наставника у Хејлшаму и врло искрено говори студентима да постоје само за донацију органа. Она осећа велики стрес док је у Хејлшаму и отпуштена је због онога што је рекла студентима.

- Госпођица Џералдин - старатељка у Хејлшаму. Госпођица Џералдин ради са млађим ученицима и предаје уметност.

- Криси – Још једна донаторка, која је нешто старија од три главна лика и била је са њима неко краће време. Она и њен дечко Родни били су они који су открили да је Рут могућа (особа од које је Рут можда клонирана) и одвели су Кети, Томија и Рут у Норфолк. Она завршава (тј. умире због донације органа) пре него што се књига заврши.

- Родни – Крисин дечко, он је првобитно видео да је Рут могућа. Помиње се да су он и Криси раскинули пре него што је она завршила.

## Анализа
У интервјуу за Bay Area Book Festival, Ишигуро је тврдио да постоји мала разлика између писања људских ликова и вештачке интелигенције налик човеку, рекавши: „Сви ликови у романима су вештачки. Ово би за неке читаоце могло бити ужасна вест, али јесу. Сви су измишљени. Навикли смо на идеју да плачемо или плачемо над измишљеним ликовима.”
У Савременој књижевности (магазину), ауторка Ен Вајтхед истиче усредсређеност романа на здравствену заштиту као посебно подстицајну за размишљање, при чему Кетин статус „неговатељице“ дефинише већи део њеног одраслог живота. Вајтхед пише: „[Кетина] преокупација професионалним успехом и мањим недоследностима у систему значе да се она не бави ни сопственом непосредном смрћу ни већим неједнакостима и неправдама на послу“, и пита се: „Да ли је ’брижна‘, гледано у ово светло, облик рада који је друштвено вредан јер Кети чини позитивну разлику у односу на друге (спречавајући „агитацију“), или – имајући у виду политичке резонанције Ишигуровог избора речи – да ли је то средство за спречавање отпора и немира? "
Џон Мулан спекулише да је модерно окружење романа „прорачунато тако да има дефамилијаризирајући ефекат. Иако овај роман пажљиво мери проток времена, његова хронологија је, ускоро схватамо, уклоњена из сваке историјске стварности коју можемо да препознамо.“

## Критике
Луис Менанд из The New Yorker, описао је роман као „квази-научну фантастику”, рекавши, „чак и након што су тајне откривене, још увек има много рупа у причи [...] то је зато што, очигледно , генетичка наука није оно о чему говори књига“.
Сара Кер из The New York Times, карактерише поставку романа као „потенцијални роман у продавници новчића“ и „огромну коцку“, али елаборира да „тема клонирања омогућава [Ишигуру] да доведе до границе идеје које је раније неговао фикција о памћењу и људском ја; затвореност школе у стакленику чини је идеалном лабораторијом за његову фасцинацију кликама, лојалношћу и пријатељством."
Аутор хорора Ремзи Кембел означио га је једним од најбољих хорор романа од 2000. године, „класичним примером приче која је ужасавајућа, управо зато што наратор не мисли да јесте“.
Џозеф О'Нил је сугерисао да се роман успешно уклапа у жанр одрастања. О'Нил пише да је „Ишигурово замишљање дечјег малог света дубоко промишљено, а њихово неодлучно напредовање у сазнање о њиховој невољи представља екстремну и срцепарајућу верзију егзодуса све деце из невиности у којој доброћудни, али преварантски свет одраслих заверава да их постави“.
Тео Тејт, написао је: „Читаоцу постепено пада на памет да је роман парабола о смртности. Ужасно индоктринирани гласови студената Хејлшама који једни другима причају патетичне мале приче како би одагнали језиве истина о будућности — они припадају нама; речено нам је да ћемо сви умрети, али нисмо баш разумели“. 
Године 2019. роман је заузео 4. место на Гардијановој листи 100 најбољих књига 21. века.

## Адаптације
У режији Марка Романека, роман је адаптиран за филм 2010. године са Кери Малиган као Кети, Ендрјуом Гарфилдом као Томијем и Киром Најтли као Рут.
Године 2016. под истим насловом, Tokyo Broadcasting System Television, Inc. је емитовала адаптацију телевизијске драме смештене у Јапан у којој глуме Харука Ајасе као Кјоко Хошина и Харума Миура као Томохико Дои.